# Island F
Island F ist die größte Insel im Norris Lake, einem Stausee im US-Bundesstaat Tennessee. Sie befindet sich im Mittelteil des Sees und im Zentrum des Union County. Bis zur Errichtung des Norris Dam im Jahr 1936 war Island F ein Bergrücken, von drei Seiten umflossen vom Clinch River. Heute besteht nur mehr bei niedrigem Wasserstand eine schmale Landverbindung zum Südufer des Sees.
Island F misst etwa 1,3 mal 2 km, ist dicht bewaldet und unerschlossen.